# Dan Santat

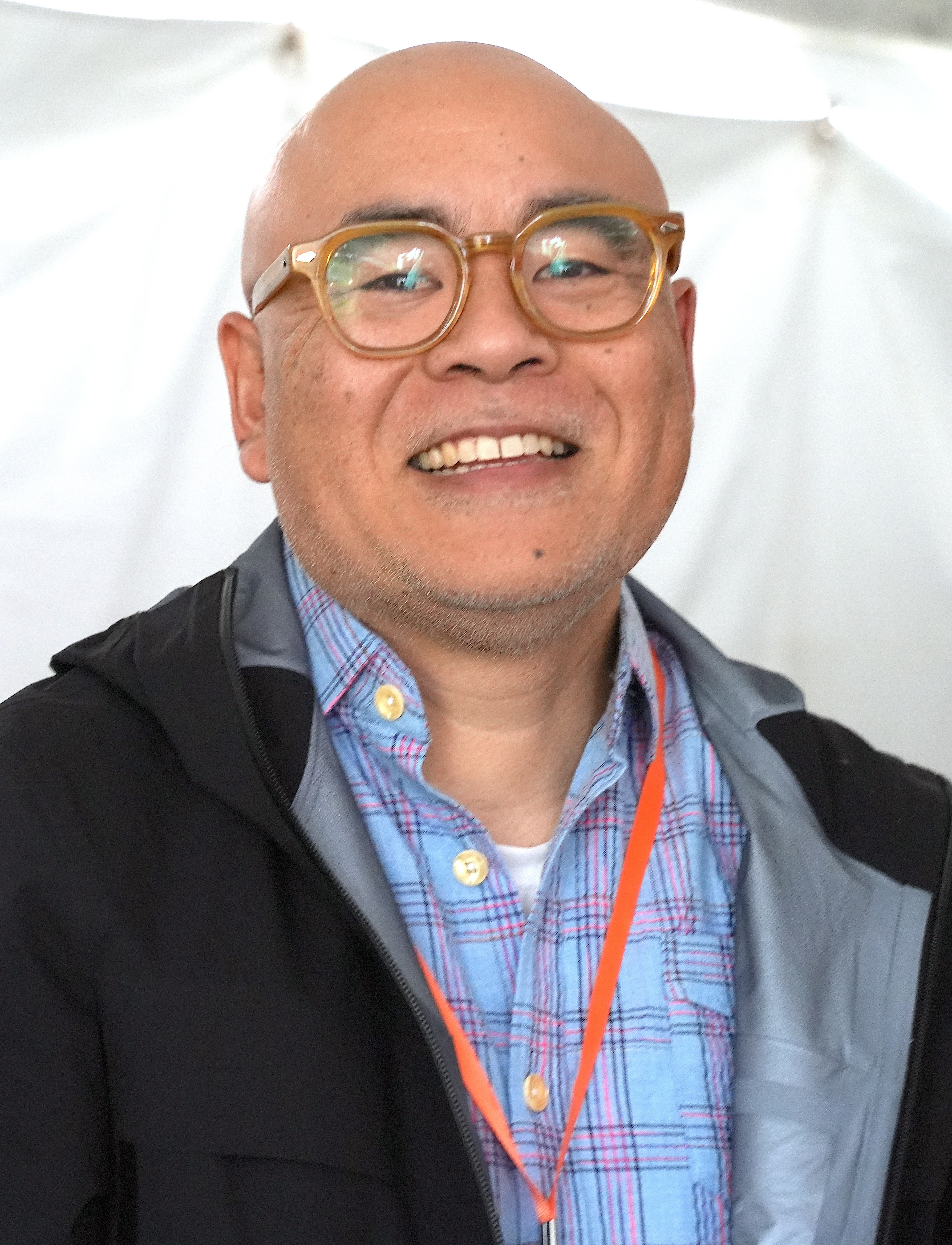
Santat en 2025.

Dan Santat es un ilustrador y escritor de literatura infantil estadounidense, conocido por su libro para niños The Guild of Geniuses y por crear para Disney Channel la serie animada Los sustitutos.

## Biografía
Después de terminar sus estudios secundarios en Camarillo, California, Dan Santat se graduó en la Universidad de California en San Diego como bachiller en microbiología. A continuación asistió al Colegio de Diseño del Art Center School en Pasadena, California, graduándose con distinciones.
El primer libro para niños de Santat, The Guild of Geniuses, fue publicado en 2004 por la editorial Arthur A Levine books. Sus siguientes trabajos fueron ilustrar el primer libro de la serie Nanny Piggins de R.A. Sprat y el primero de la serie Otto Undercover de Rhea Perlman. También ha ilustrado para otros autores como Dan Gutman, Barbara Jean Hicks y Anne Isaacs.
En 2005, Santat creó la serie animada Los sustitutos para Disney Channel. Basado en la idea de un libro para niños, realizó el guion de dicha serie, estrenada en septiembre de 2006.
Santat también se desempeña como ilustrador comercial en medios tales como The Wall Street Journal, Esquire, The Village Voice, Macworld, Macy's, la versión rusa de GQ entre otros.